# Sigismondo II d'Este
Sigismondo II d'Este (1493 – Pavia, 1561) figlio di Ercole d'Este e di Angela Sforza. 1º Marchese di Borgomanero e Porlezza, 2º Conte di Corteolona, 3º Signore di San Martino in Rio, Campogalliano e Castellarano. Signore del Vicariato di Belgioioso. Governatore di Pavia.

## Biografia
Sigismondo nacque nel 1493; figlio di Ercole d'Este e di Angela Sforza; alla morte del padre, nel 1523 ne eredita i feudi.
Nel 1527 su concessione di Sigismondo, alcune compagnie di soldati spagnoli campeggiarono nei territori di San Martino in Rio.
Nel 1533 sposò Giustina Trivulzio; grazie a questo matrimonio erediterà dal suocero i marchesati di Borgomanero e Porlezza su investitura imperiale.
Nel 1537 nacque il primogenito Filippo I d'Este.
Sigismondo ricevette dall'Imperatore Carlo V un diploma che gli accordava l'uso dell'arma gentilizia in qualunque luogo dell'Impero.
Il 25 maggio 1551 con diploma rilasciato dall'Imperatore Carlo V, venne confermato a Sigismondo II d'Este e ai discendenti della linea sigismondina il privilegio concesso dal duca di Milano il 24 dicembre 1493 ad Ercole d'Este: "Cives Civitatum Mediolani, Papiae et Laudae, et numero Civium praedicatorum Civitatum aggregavit non secus, ac si mere originarii Cives earundem Civitatum essent"; con tale conferimento veniva confermata la cittadinanza di Milano, Pavia e Lodi, che portava di fatto la dinastia del ramo cadetto degli Este di San Martino ad essere famiglia lombarda.
Tra il 1556 e il 1557, a seguito dell'ospitalità concessa da Sigismondo ad una guarnigione spagnola nel territorio di San Martino in Rio, il duca di Ferrara Alfonso II lo privò del feudo, esiliandolo. L'imperatore Carlo V intervenne in favore dell'amico Sigismondo, dando ordine alla guarnigione imperiale stanziata a Correggio di occupare i territori di San Martino e di fatto imponendo al duca di ritornare sui suoi passi. Nel 1558 a Sigismondo fu concesso di rientrare e di riprendere possesso dei suoi territori.
Sigismondo II d'Este ricoprì la carica di governatore di Pavia, dove morirà nel 1561.

## Discendenza
Sposò Giustina Trivulzio e dal matrimonio nacquero sei figli:
- Sigismonda (1534 - dopo il 1590), sposò nel 1556 Paolo Sfondrati (1538 - 23 aprile 1587), conte della Riviera e fratello di papa Gregorio XIV;
- Renata (1536 - ?), monaca a Reggio;
- Filippo (1537 - 1592), 1º marchese di San Martino in Rio, 2º marchese di Borgomanero e Porlezza, 1º marchese di Lanzo, 3º conte di Corteolona, signore di Campogalliano e Castellarano. Signore del Vicariato di Belgioioso;
- Filiberto (1540 - 1550);
- Matilde (1545 - ?), monaca a Reggio;
- Barbara (1553 - 1596), sposò Francesco Trivulzio di Melzo (†1578).

## Ascendenza
|                                                  |                                       |                                  | Genitori                                    |  |  | Nonni |  |  | Bisnonni                                                 |  |  | Trisnonni                                      |  |
|                                                  |                                       |                                  |                                             |  |  |       |  |  | Niccolò III d'Este, marchese di Ferrara, Modena e Reggio |  |  | Alberto V d'Este, marchese di Ferrara e Modena |  |
|                                                  |                                       |                                  |                                             |  |  |       |  |  | Niccolò III d'Este, marchese di Ferrara, Modena e Reggio |  |  | Alberto V d'Este, marchese di Ferrara e Modena |  |
|                                                  |                                       | Isotta Albaresani                |                                             |  |  |       |  |  | Niccolò III d'Este, marchese di Ferrara, Modena e Reggio |  |  |                                                |  |
| Sigismondo I d'Este, I signore di San Martino    |                                       |                                  |                                             |  |  |       |  |  | Niccolò III d'Este, marchese di Ferrara, Modena e Reggio |  |  |                                                |  |
|                                                  |                                       | Ricciarda di Saluzzo             | Tommaso III di Saluzzo, marchese di Saluzzo |  |  |       |  |  |                                                          |  |  |                                                |  |
|                                                  |                                       | Ricciarda di Saluzzo             | Tommaso III di Saluzzo, marchese di Saluzzo |  |  |       |  |  |                                                          |  |  |                                                |  |
|                                                  |                                       | Ricciarda di Saluzzo             | Marguerite de Pierrepont                    |  |  |       |  |  |                                                          |  |  |                                                |  |
| Ercole d'Este, II signore di San Martino         |                                       | Ricciarda di Saluzzo             |                                             |  |  |       |  |  |                                                          |  |  |                                                |  |
|                                                  |                                       | …                                | …                                           |  |  |       |  |  |                                                          |  |  |                                                |  |
|                                                  |                                       | …                                | …                                           |  |  |       |  |  |                                                          |  |  |                                                |  |
|                                                  |                                       | …                                | …                                           |  |  |       |  |  |                                                          |  |  |                                                |  |
| Cecilia Rachesi                                  |                                       | …                                |                                             |  |  |       |  |  |                                                          |  |  |                                                |  |
|                                                  |                                       | …                                | …                                           |  |  |       |  |  |                                                          |  |  |                                                |  |
|                                                  |                                       | …                                | …                                           |  |  |       |  |  |                                                          |  |  |                                                |  |
|                                                  |                                       | …                                | …                                           |  |  |       |  |  |                                                          |  |  |                                                |  |
| Sigismondo II d'Este, III signore di San Martino |                                       | …                                |                                             |  |  |       |  |  |                                                          |  |  |                                                |  |
|                                                  | Galeazzo Maria Sforza, duca di Milano | Francesco Sforza, duca di Milano |                                             |  |  |       |  |  |                                                          |  |  |                                                |  |
|                                                  | Galeazzo Maria Sforza, duca di Milano | Francesco Sforza, duca di Milano |                                             |  |  |       |  |  |                                                          |  |  |                                                |  |
|                                                  | Galeazzo Maria Sforza, duca di Milano | Bianca Maria Visconti            |                                             |  |  |       |  |  |                                                          |  |  |                                                |  |
| Carlo Sforza, conte di Magenta                   | Galeazzo Maria Sforza, duca di Milano |                                  |                                             |  |  |       |  |  |                                                          |  |  |                                                |  |
|                                                  |                                       | Lucrezia Landriani               | …                                           |  |  |       |  |  |                                                          |  |  |                                                |  |
|                                                  |                                       | Lucrezia Landriani               | …                                           |  |  |       |  |  |                                                          |  |  |                                                |  |
|                                                  |                                       | Lucrezia Landriani               | …                                           |  |  |       |  |  |                                                          |  |  |                                                |  |
| Angela Sforza                                    |                                       | Lucrezia Landriani               |                                             |  |  |       |  |  |                                                          |  |  |                                                |  |
|                                                  |                                       | Angelo Simonetta                 | Gentile Simonetta                           |  |  |       |  |  |                                                          |  |  |                                                |  |
|                                                  |                                       | Angelo Simonetta                 | Gentile Simonetta                           |  |  |       |  |  |                                                          |  |  |                                                |  |
|                                                  |                                       | Angelo Simonetta                 | …                                           |  |  |       |  |  |                                                          |  |  |                                                |  |
| Bianca Simonetta                                 |                                       | Angelo Simonetta                 |                                             |  |  |       |  |  |                                                          |  |  |                                                |  |
|                                                  |                                       | Francesca della Scala            | Cecchino della Scala                        |  |  |       |  |  |                                                          |  |  |                                                |  |
|                                                  |                                       | Francesca della Scala            | Cecchino della Scala                        |  |  |       |  |  |                                                          |  |  |                                                |  |
|                                                  |                                       | Francesca della Scala            | …                                           |  |  |       |  |  |                                                          |  |  |                                                |  |
|                                                  |                                       | Francesca della Scala            |                                             |  |  |       |  |  |                                                          |  |  |                                                |  |